# Batalla de Pionyang (1950)
La batalla de Pionyang fue una de las principales batallas de la ofensiva de las Naciones Unidas durante la guerra coreana. Después de la batalla de Inchon, las fuerzas de ONU recapturaron Seúl, la capital de Corea del Sur, y procedieron a avanzar al norte del 38.º paralelo. Poco después de avanzar, las fuerzas estadounidenses y surcoreanas se enfrentaron a las defensas norcoreanas cerca de Pionyang, la capital de Corea del Norte, el 17 de octubre.
Los líderes de Corea del Norte y sus principales fuerzas ya se habían retirado a Kanggye, permitiendo que las fuerzas aliadas capturaran Pionyang el 19 de octubre. La batalla fue seguida por un ataque aéreo del 187º Regimiento de Infantería de EE. UU. 40 km al norte de Pionyang, con la intención de cortar la retirada de las unidades de Corea del Norte que huían de la ciudad.
Después de la intervención china la ciudad volvió al control de Corea del Norte el 5 de diciembre.